# نورث سيتي (إلينوي)
نورث سيتي (بالإنجليزية: North City)‏ هي منطقة سكنية تقع في الولايات المتحدة في إلينوي.

## الموقع الجغرافي
الموقع الجغرافي للمناطق المحيطة بهذه النقطة هو كالتالي:

## أعلام
- فريد باسولو